# دانيال كيسادة
دانيال كيسادة (مواليد 26 سبتمبر 1995) هو لاعب تايكوندو إسباني، حصل على الميدالية الفضية في وزن 80 كجم في ألعاب البحر الأبيض المتوسط 2022.

## وصلات خارجية
- دانيال كيسادة على موقع TaekwondoData.com (الإنجليزية)

لا توجد روابط لمواقع التواصل الاجتماعي.